# Sphaeroma shimantoensis
Sphaeroma shimantoensis är en kräftdjursart som beskrevs av Nunomura2003. Sphaeroma shimantoensis ingår i släktet Sphaeroma och familjen klotkräftor. Inga underarter finns listade i Catalogue of Life.